# إسماعيل أدهم
إسماعيل بن أحمد بن إسماعيل بن إبراهيم بن أدهم (1329 هـ - 1359 هـ / 13 يناير 1901 - 1940م) كاتب مصري ولد بالإسكندرية وتعلم بها، ثم أحرز الدكتوراه في العلوم من جامعة موسكو عام 1931، وعُيِّنَ مدرسًا للرياضيات في جامعة سانت بطرسبرغ، ثم انتقل إلى تركيا فكان مدرساً للرياضيات في معهد أتاتورك بأنقرة، وعاد إلى مصر سنة 1936. وهو من الكُتاب المسلمين سابقا الذين أعلنوا إلحادهم وكتبوا فيه ودافعوا عن أفكارهم. وله في ذلك كتيّب بعنوان «لماذا أنا ملحد؟». وقد أعلن في هذا الكتيب أنه سعيد مطمئن لهذا الإلحاد، تماما كما يشعر المؤمن بالله بالسعادة والسكينة.
ترجم لإسماعيل أدهم عدة مؤرخين وباحثين منهم الزركلي في الأعلام، والكيالي في «الراحلون»، وأحمد الهواري في جمعه لمؤلفات المذكور، وجمع هذه التراجم الباحث سليمان الخراشي في كتابه «انتحار إسماعيل أدهم»، مع بعض الإشارات حول المذكور في الصحف والمجلات، وكذلك الردود والمناقشات حول كتابه «لماذا أنا ملحد؟».

## انتحاره
في مساء 23 يوليو 1940م وُجِدَتْ جثة إسماعيل أدهم طافية على مياه شاطئ البحر المتوسط، وقد عثرت الشرطة في معطفه على كتاب منه إلى رئيس النيابة يخبره بأنه انتحر لزهده في الحياة وكراهيته لها، وأنه يوصي بعدم دفن جثته في مقبرة المسلمين ويطلب بإحراقها.

## آثاره
- علم الأنساب عند العرب.
- نظرية النسبية.
- خليل مطران.
- طه حسين: درس وتحليل.
- عبد الحق حامد.